# Smendes III
Nisubanebdjed (... – 874 a.C.) è stato un Primo Profeta di Amon durante la XXII dinastia egizia.

## Biografia
Più noto col nome grecizzato di Smendes (III), era figlio di Osorkon I e fratello del predecessore Iuwlot e svolse la funzione sacerdotale a Tebe durante il regno dell'altro fratello Takelot I. Il suo nome ci è noto dalle registrazioni del livello del Nilo incise sul muro esterno del tempio di Karnak.
| R8 | U36 | D1 · p · n | i | mn · n | N5 · Z1 |

hm ntr tpi n imn r՚ - Primo Profeta di Amon-Ra

| V22 · n | E10 | R11 | R11 | A52 |

ni swb3 nb dd - Nisubanebdjed